# Estação Park Cultury (metro de Níjni Novgorod)
Park Cultury (em russo:  Парк культуры) é uma estação terminal da linha Avtosavodskaia (Linha 1) do Metro de Níjni Novgorod, na Rússia. Estação «Park Cultury» está localizado após a estação «Kirovskaia».